# Андрюшин Юрій Сергійович
Юрій Сергійович Андрюшин (нар. 17 вересня 1970, Баку, Азербайджанська РСР, СРСР) — український плавець, Заслужений майстер спорту України.

## Біографія
Юрій Андрюшин народився 17 вересня 1970 у м. Баку Азербайджанської РСР.
У 1989 році отримав громадянство України та мешкає у м. Кропивницькому.
Закінчив Кіровоградський державний педагогічний університет імені Володимира Винниченка.
Голова комітету Кіровоградської обласної організації інвалідів ВОІ СОІУ.
Кандидат у депутати Кіровоградської міської ради по виборчому округу №20 у 2010 році.

## Спортивні досягнення
Функціональна класифікація: S7.
Спортом займається з 1993 року. Член збірної команди України. Чемпіон України, Європи, світу, Параліймпійських ігор.

### Паралімпійські ігри
| Змагання/Рік                   | 1996 | 2000 | 2004          | 2008 |
| ------------------------------ | ---- | ---- | ------------- | ---- |
| 50 м батерфляй                 | -    | 1    | 3             | 6    |
| 50 м вільний ст                | 6    | 5    | 6             | 6    |
| 100 м вільний ст               | 3    | 5    | DQ            | 7    |
| 400 м вільний ст               | 16   | -    | -             | -    |
| 200 м комплексне пл            | -    | -    | 8             | -    |
| 4*50 м естафета комплексне пл  | -    | -    | -             | 5    |
| 4*100 м естафета вільний ст    | -    | -    | 5 у півфіналі | -    |
| 4*100 м естафета комплексне пл | -    | -    | 6             | -    |

DQ — дискваліфікація

### Чемпіонат світу з паралімпійського плавання
| Змагання/Рік                  | 2006           |
| ----------------------------- | -------------- |
| 50 м батерфляй                | 2              |
| 50 м вільний ст               | 12 у півфіеалі |
| 100 м вільний ст              | 5              |
| 4*50 м естафета комплексне пл | 6              |

## Нагороди
- Заслужений майстер спорту України — 2001 рік.
- Почесна відзнака Президента України — 1996 рік[18].
- Орден «За заслуги» II ступеня — 2000 рік[19].
- Почесна грамота Кабінету Міністрів України — 2004 рік[20].
- Орден «За мужність» III ступеня — 2004 рік[21].